# Horst Irrgang
Horst Irrgang (geb. 1929 in Magdeburg; gest. 1997 in Halle (Saale)) war ein deutscher Komponist, Dirigent und Musikwissenschaftler.

## Leben und Wirken

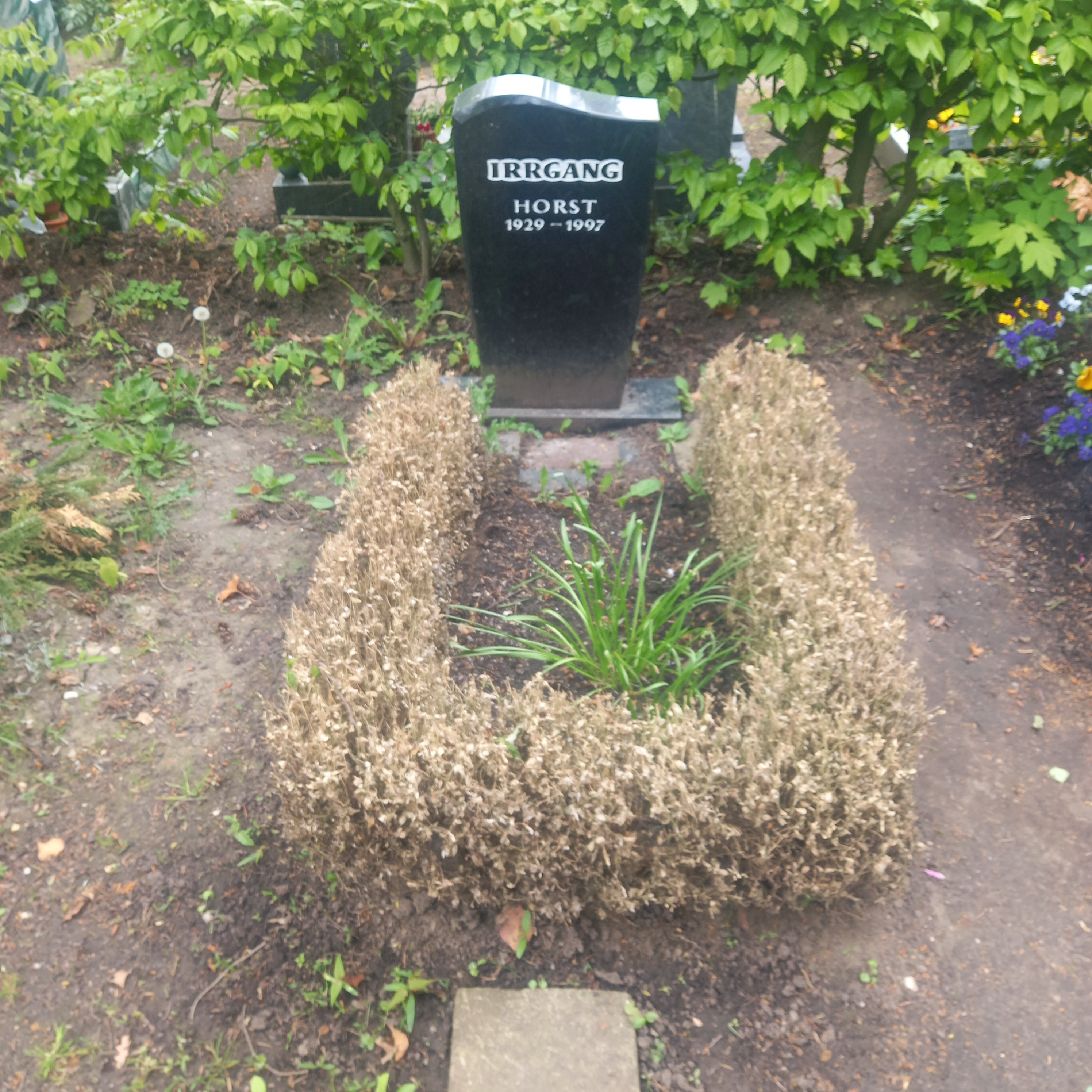
Das Grab von Horst Irrgang auf dem Südfriedhof (Halle)

Horst Irrgang studierte von 1948 bis 1954 Schulmusik in Weimar, Germanistik an der Universität Jena und Musikerziehung (bei Fritz Reuter) und Musikwissenschaft (bei Max Schneider) an der Universität Halle. Als Komponist und Dirigent widmete er sich zeitlebens der Laienmusik. Von 1954 bis 1958 war er künstlerischer Leiter des Volkskunstensembles des VEB Leuna-Werke Walter Ulbricht. 1958 übernahm der die Chorleitung des Louis-Fürnberg-Ensembles der Universität Leipzig, die er bis 1965 innehatte. Gegen Ende der 1950er Jahre übernahm er parallel die Leitung des Chores im VEB Hochbauprojektierung Halle. Irrgang war Vorstandsmitglied im Verband der Komponisten und Musikwissenschaftler der DDR und langjähriger Leiter der Sektion Volksmusik des Bezirksverbandes Halle/Magdeburg.
Als Musikwissenschaftler war Horst Irrgang seit 1959 Lektor des VEB Breitkopf & Härtel in Leipzig (Deutscher Verlag für Musik). Er gab zahlreiche Chor- und Liederbücher mit eigenen Sätzen heraus, die vor allem in der DDR zum Standardrepertoire zahlreicher Chöre gehörten. Auch schrieb er Instrumentalsätze deutscher Volks- und Kinderlieder, etwa für zwei Blockflöten oder zwei Violinen, die in mehrfachen Auflagen erschienen.
Zu seinen bekannteren Werken gehört das „Bilderbuch mit Musik“ Bummi in Afrika (1967) mit Texten von Ursula Werner-Böhnke und Illustrationen von Ingeborg Meyer-Rey. Eine Fortsetzung erschien 1976 unter dem Titel Bummi am Nordpol. Diese Kompositionen Irrgangs bestehen aus leicht zu singenden Liedern mit Klavierbegleitung, die auch orchestral umsetzbar sind. Texte und Lieder ermöglichen eine Aufführung im schulischen Kontext oder auch im Freizeitbereich. Seine Lieder wurden auch im Rundfunk ausgestrahlt.
1989 wurde er mit dem Händelpreis des Bezirkes Halle ausgezeichnet.

## Werke (Auswahl)
- Schneeflöckchen, Weissröckchen (BDV 758), Leipzig: Deutscher Verlag für Musik 1960.
- Was vom Himmel kommen soll. Singspiel für Kinder von Manfred Richter; 1961.
- Die spanische Hochzeit. Gedichtballadeskes Poem mit Musik und Tanz nach einem Gedicht von Louis Fürnberg. (Uraufführung 1965 im Deutschen Nationaltheater in Weimar).
- Bummi in Afrika. Leipzig: Deutscher Verlag für Musik 1967.
- Bummi am Nordpol. Leipzig: Deutscher Verlag für Musik 1976.
- Schneemann Ladislaus. Zyklus für Kinderstimme solo, Kinderchor, Schlagwerk und Klavier.  Leipzig: Deutscher Verlag für Musik 1980.
- Frohes Leben Tag für Tag. Heitere und besinnliche zeitgenössische Chorlieder für Männerchor a cappella bzw. mit Klavier. Leipzig: Friedrich Hofmeister 1982.
- Ringelrosen, Rittersporn. Kinderlieder und Kinderzeichnungen. 3. Auflage. Leipzig: Deutscher Verlag für Musik 1985.
- Ein Männlein steht im Walde. Leipzig: Deutscher Verlag für Musik. 9. Auflage 1988.
- Frei und froh durchs Leben gehen (Chorpartitur). Halle: Bezirkskabinett für Kulturarbeit 1990.
- Drei Laub' auf einer Linden (Partitur). Frankfurt (Main): Edition Ferrimontana, 1997.